# NGC 3117
NGC 3117 est une galaxie elliptique située dans la constellation du Sextant. NGC 3117 a été découverte par l'astronome français Édouard Stephan en 1877.

## Caractéristiques
Sa vitesse par rapport au fond diffus cosmologique est de 7 127 ± 25 km/s, ce qui correspond à une distance de Hubble de 105,1 ± 7,4 Mpc (∼343 millions d'al).
À ce jour, une mesure non basée sur le décalage vers le rouge (redshift) donne une distance d'environ 102,000 Mpc (∼333 millions d'al). Cette valeur est à l'intérieur des valeurs de la distance de Hubble.